# Fred Rodriguez
Pour les articles homonymes, voir Rodriguez.

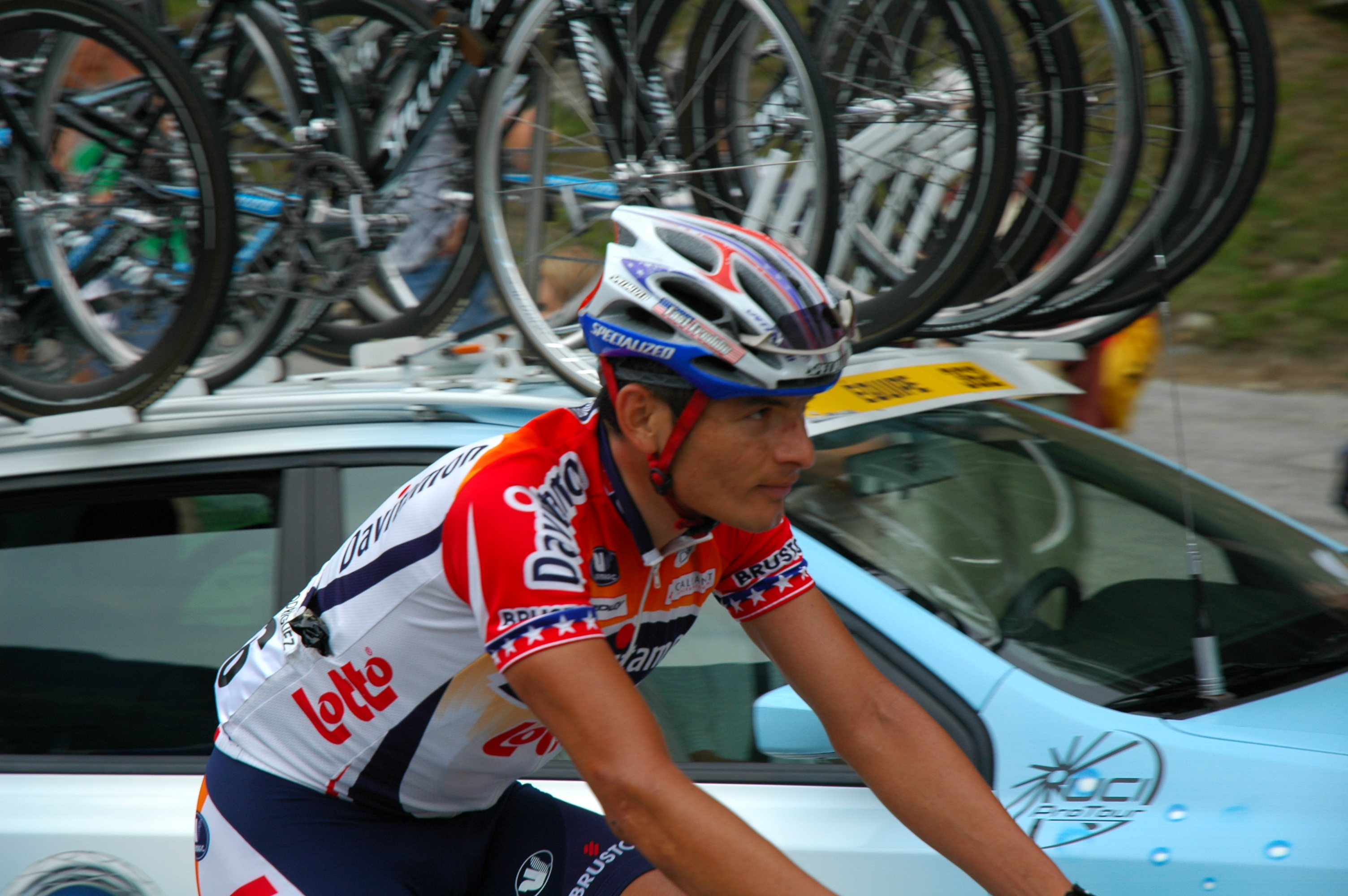
Fred Rodriguez sur le Tour 2005

Fred Rodriguez, né le 3 juillet 1973 à Bogota en Colombie, est un coureur cycliste américain, professionnel entre 1996 et 2015.

## Biographie
Lors de la saison 2000, en juin, il prend le départ du Tour de Suisse. Après le contre-la-montre par équipes de la première étape, il remporte au sprint la deuxième qui se finissait à Rheinfelden. Il devance l'Allemand Sven Teutenberg (Gerolsteiner) et le Suisse Markus Zberg (Rabobank). A cette occasion, il prend également le maillot de leader du classement par points mais le perd au terme de la 6e étape au profit de Wladimir Belli (Fassa Bortolo), le récupère le lendemain mais le reperd encore après l'étape d'après, ce coup-ci pour Marco Fincato (Fassa Bortolo). Grâce à plusieurs bons résultats, il le récupère finalement et définitivement au terme de la 10e et dernière étape à Baden.
Fred Rodriguez totalise 41 victoires dans sa carrière professionnelle, la plupart remportées au sprint. Il a également été poisson-pilote pour plusieurs sprinteurs dont Robbie McEwen.

## Palmarès

### Résultats année par année
- 1991
  -  Champion des États-Unis sur route juniors
  -  Médaillé d'argent du championnat du monde du contre-la-montre par équipes juniors
  - 6e du championnat du monde sur route juniors
- 1993
  - 2e du championnat des États-Unis sur route amateurs
- 1994
  - 2e du Tour de Hawaï
- 1995
  - Commerce Bank Lancaster Classic
  - 3eb étape du Regio-Tour
  - 2e de la Redlands Bicycle Classic
  - 2e de la CoreStates Classic
  - 2e du Grand Prix d'Atlanta
  -  Médaillé de bronze sur route aux Jeux panaméricains
- 1996
  - International Cycling Classic
  - Milwaukee Fresca Classic :
    - Classement général
    - 1re et 9e étapes

  - Une étape du Tour de Chine
  - 2e du championnat des États-Unis sur route
  - 3e du Philadelphia International Championship
- 1997
  - Red River Classic :
    - Classement général
    - 2e et 3e étapes

  - 5e étape de la Redlands Bicycle Classic
  - 10e étape de la Milwaukee Fresca Classic
  - 8e étape du Tour de Basse-Saxe
  - 2e du First Union Grand Prix
  - 2e du Grand Prix d'Atlanta
- 1998
  - 2e et 5e étapes du Tour de Langkawi
  - 3eb étape du Tour de Basse-Saxe
  - 2e du Grand Prix d'Atlanta
- 1999
  - Coupe Sels
  - 1reb étape du Tour de Langkawi
  - 7e étape du Tour Trans-Canada
  - 2e du championnat des États-Unis sur route
- 2000
  -  Champion des États-Unis sur route
  - 7e et 10e étapes du Tour de Basse-Saxe
  - 5e étape des Quatre Jours de Dunkerque
  - 3e étape de l'Uniqa Classic
  - 2e étape du Tour de Suisse
  - First Union Classic
  - 2e du Philadelphia International Championship
  - 2e du Tour de Basse-Saxe
  - 3e de l'Uniqa Classic
- 2001
  -  Champion des États-Unis sur route
  - Commerce Bank International Championship
  - 1re étape du Tour de Luxembourg
  - 2e du Grand Prix de Fourmies
  - 3e du Grand Prix Pino Cerami
  - 3e du Tour de Luxembourg
- 2002
  - 2e de Milan-San Remo
  - 2e de Gand-Wevelgem
- 2003
  - 2e étape du Tour de Rhodes
  - 3e et 4e étapes du Tour de Géorgie
  - 2e du Grand Prix de la côte étrusque
  - 2e du Tour de Géorgie
  - 9e de Paris-Tours
- 2004
  -  Champion des États-Unis sur route
  - 9e étape du Tour d'Italie
  - Wachovia Classic
  - 2e de la Coppa Bernocchi
  - 2e du Grand Prix de San Francisco
  - 3e du Tour de Ligurie
  - 3e de la Wachovia Invitational
- 2005
  - 1re étape du Grand Prix International Costa Azul
  - 2e de la Wachovia Classic
  - 2e de la Wachovia Invitational
- 2006
  - 4e étape du Tour de Géorgie
- 2007
  - 6e étape du Tour de Géorgie
  - 1re étape du Tour of Elk Grove
- 2008
  - 3e du Philadelphia International Championship
- 2011
  - 2e de la Cat's Hill Classic
- 2012
  - 3e du TD Bank International Cycling Championship
- 2013
  -  Champion des États-Unis sur route

### Résultats sur les grands tours

#### Tour de France
7 participations
- 2000 : 86e
- 2001 : abandon (13e étape)
- 2002 : hors délais (16e étape)
- 2003 : abandon (15e étape)
- 2005 : 132e
- 2006 : abandon (3e étape)
- 2007 : abandon (15e étape)

#### Tour d'Italie
1 participation
- 2004 : 99e, vainqueur de la 9e étape

#### Tour d'Espagne
2 participations
- 2003 : 116e
- 2006 : 109e

## Classements mondiaux
| Année              | 2005 | 2006 | 2007 | 2008   | 2009 | 2010 | 2011 | 2012 | 2013 |
| ------------------ | ---- | ---- | ---- | ------ | ---- | ---- | ---- | ---- | ---- |
| Classement ProTour | 180e |      | 220e |        |      |      |      |      |      |
| UCI America Tour   |      |      |      | 30e    | 216e |      | 108e | 32e  | 18e  |
| UCI Europe Tour    |      |      |      | 1 289e |      |      |      |      |      |